# Ainhoa Fernández
Ainhoa Fernández Ruiz (Barcelona, 26 de junio de 1994) es una exjugadora de fútbol y árbitra en activo. Ha sido portera y jugadora de la selección femenina de fútbol de Andorra.

## Biografía
Fernández nació en Barcelona por motivos médicos, pero nunca ha tenido nacionalidad española. Empezó a jugar a fútbol en Encamp, su pueblo desde pequeña, en un equipo de fútbol masculino. Al crecer fichó por el ENFAF femenino de su país y posteriormente fue seleccionada para la selección nacional.[cita requerida]

## Carrera en equipos
Fernández ha jugado en el Encamp y en el ENFAF de Andorra.

## Carrera internacional
Fernández ha sido internacional con la selección de Andorra. Jugó durante la clasificación para el Mundial Femenino de la FIFA 2019.
En 2024 participó como arbitra en el Mundial Femenino Sub-17 en República Dominicana.
Así como en la fase final del Europeo sub-17, donde fue parte del equipo arbitral de la final entre España y Inglaterra.